# Szent László-templom (Furta)
A furtai Szent László király római katolikus templom, barokk stílusban épült, de copf stílusjegyeket is tartalmaz. A templomot Fáy Ferenc és Kende László  kisprépostok építették 1782 és 1786 között.
1958 óta műemléki védettség alatt áll. A műemlék törzsszáma: 1830, KÖH azonosítója: 5297.

## Története

### Előzmények

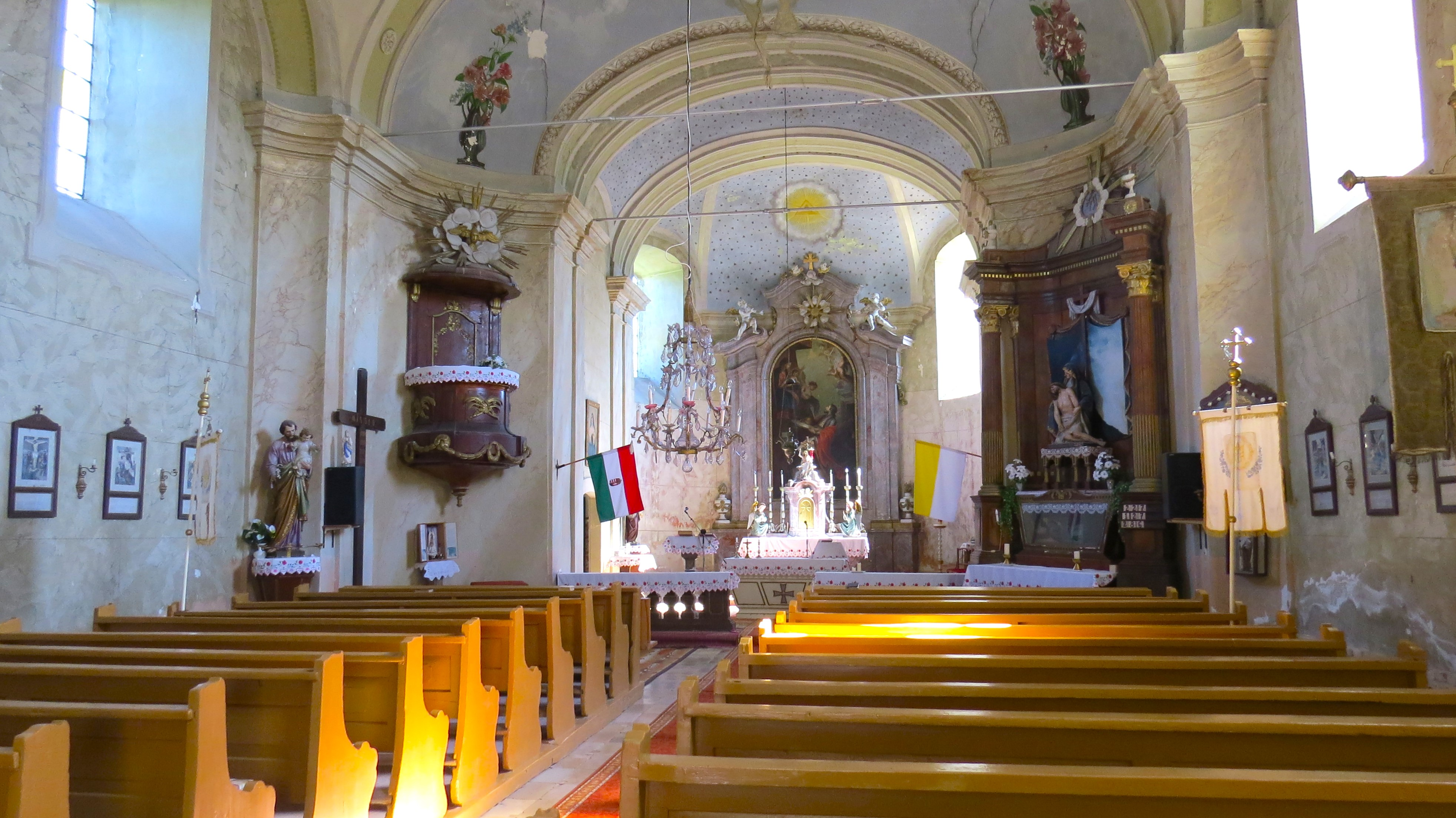
A furtai rk. templom belseje

Furta első templomát valamikor a középkor folyamán építették a római katolikusok. A falu ekkor a nagyváradi prépostsághoz tartozott.  
A reformáció előretörésével Furta és a környező falvak is, a reformációt követő földesurak kezébe került, akik megkövetelték jobbágyaiktól, hogy kövessék vallásosságukban is uraikat. Így 1557-től már a reformátusok használták a templomot. A templom a török hódoltság alatt elpusztult, a falu pedig szinte teljesen elnéptelenedett. Az 1690-es évek elején, amikor Nagyváraddal együtt Bihar vármegye is felszabadult a török uralom alól, I. Lipót magyar király visszaállította a 134 évig szünetelő nagyváradi püspökséget, így Furta is visszakerült a fennhatósága alá. A település lassan újra benépesült. Először Zsákáról költöztek át „szabadmentelmű” jobbágyok, akik többnyire református vallásúak voltak. Később, 1760-tól idegen nemzetiségű, utóbb „megmagyarosodott” katolikus lakosokat telepítettek a falu úgynevezett „sorosi” (a mai Kossuth utca környéke) részére. Alapi János akkori kisprépost, erdei birtokán egy kápolnát építtetett 1775-ben. Ez az építmény 160 évig állt a katolikus hívők rendelkezésére, amikor 1935-ben életveszélyessége miatt lebontották.

### Építése
A kisprépostság a telepesek részére kijelölt helyen, a "Soron" (a mai Táncsics Mihály és Kossuth utca sarkán) kezdte el az építkezést. A templomépítést sürgette az a körülmény, hogy egyre gyarapodott a katolikus hitvallásúak száma - az egyébként  református többségű Furtán. 

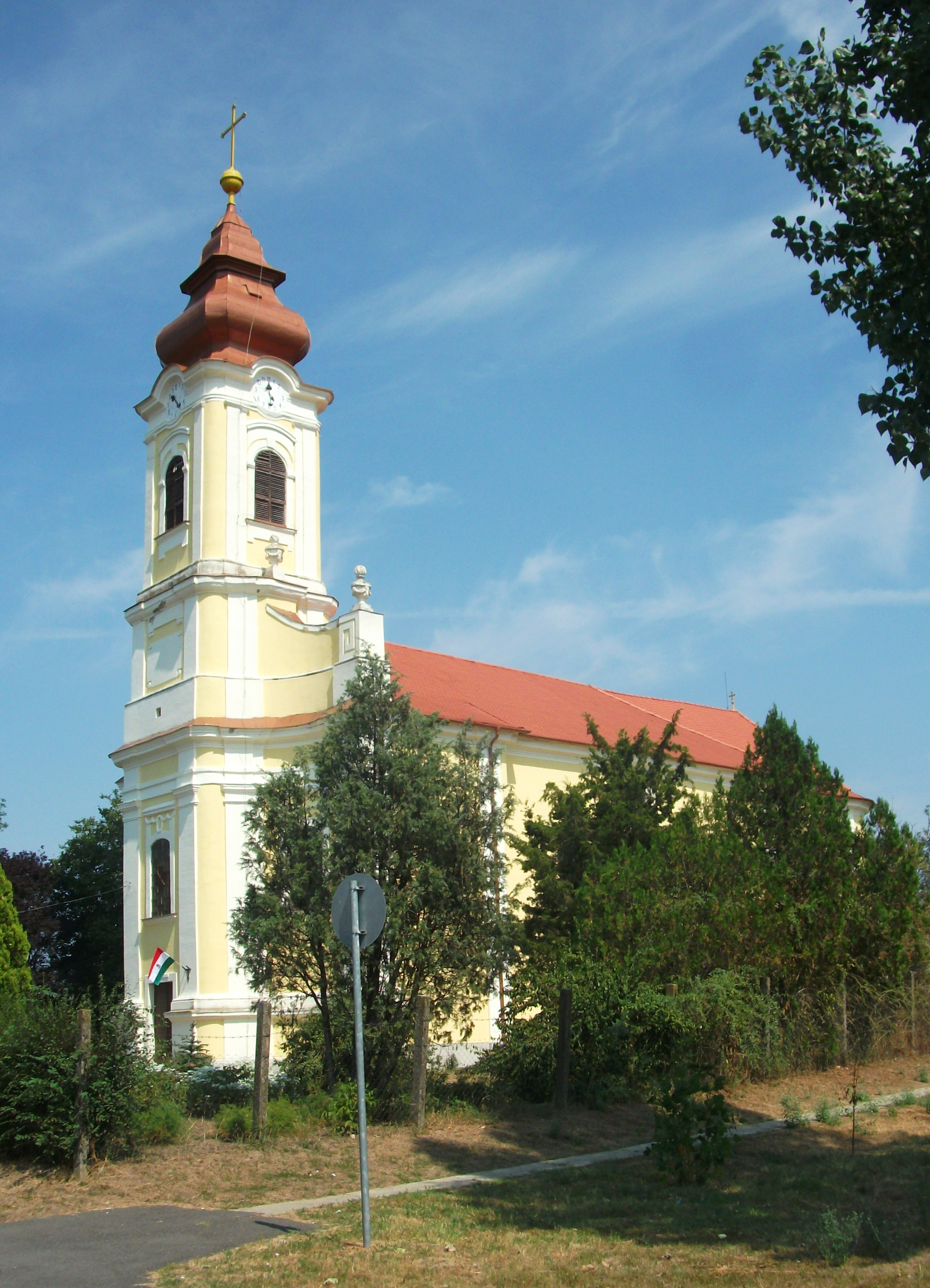
Szent László király templom

A falu katolikus egyháza ekkor - és meg hosszú ideig – egyházigazgatási szempontból a nagyváradi püspökség, közelebbről pedig a Sárréti esperesség irányítása alatt állott. A templom építéséhez szükséges téglát a mai Táncsics utca végén vetették, illetve égették. A téglákon két féle monogram ”F. F.” (Fáy Ferenc) és  „K. L.”  (Kende László)  lelhető fel. 
A katolikus templom építésének idejéről többféle feljegyzés és vélemény létezik. 
Az egyik szerint Fáy Ferenc kisprépost 1783-ban építtette a templomot, Kende László kisprépost “csupán” a lelkészlakot létesítette 1776 körül, illetőleg 1783 után a toronyórát csináltatta. Később, 1803-ban pedig kijavíttatta a templomot. Kende Lászlónak a furtai katolikus egyház újra megtelepítésében játszott tevékeny szerepére utal, a ma is meglévő kisharangon lévő felirat: ”Templo Furtensi Donavit. Josephus Agrie 191. Ladislaus Kende de-Kölcse kan. et M.”
Meglehetösen elterjedt az a közfelfogás, amely szerint a furtai római katolikus plébániát 1785-ben alapították újra. A leginkább helytálló álláspont viszont az, hogy a templomot Fáy Ferenc és Kende László kisprépostok építtették, 1782 és 1786 között.
Az elkészült templomot Szent László király tiszteletére szentelték fel, 1791-ben.

## Az épület

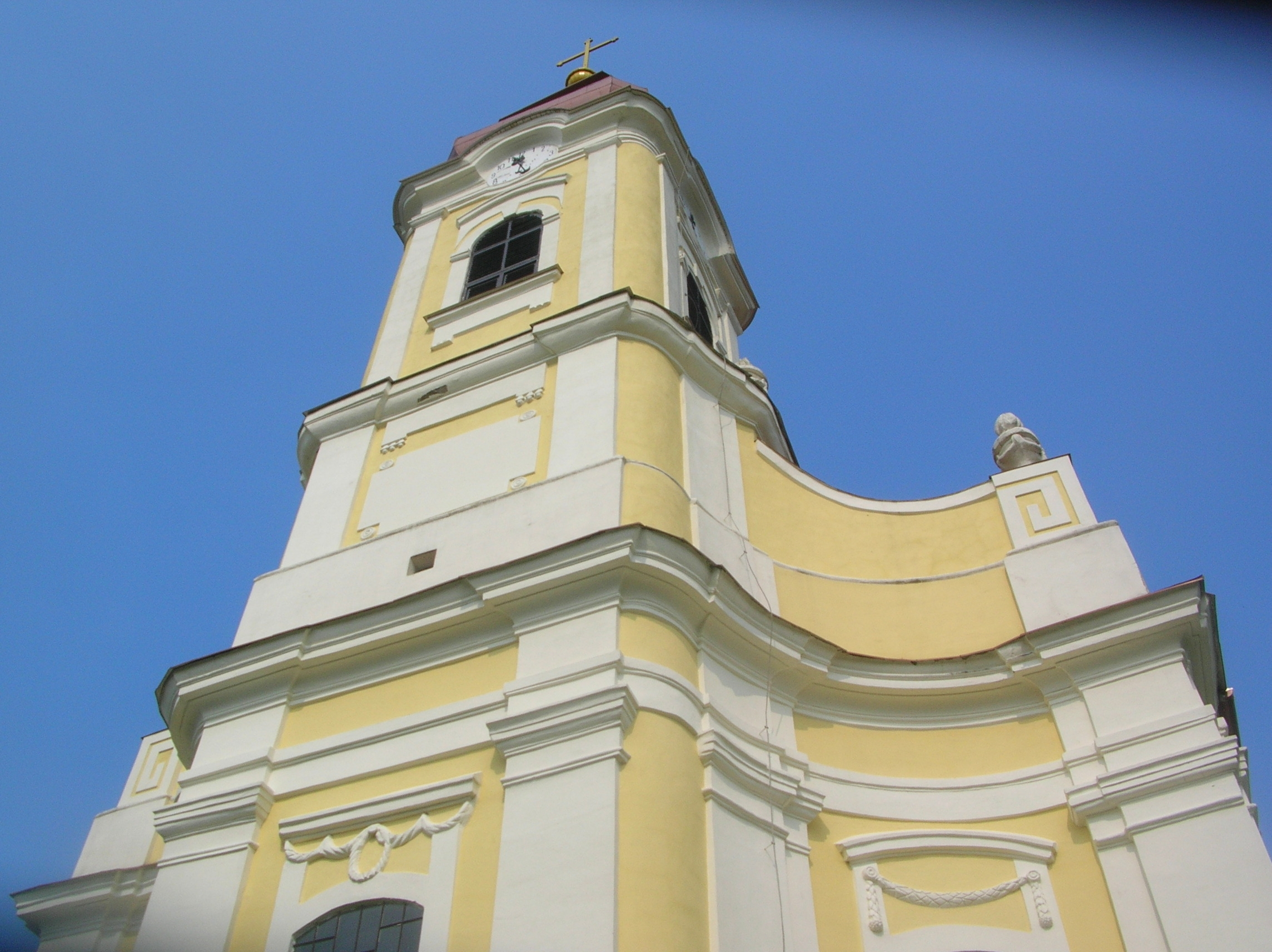
A templom főhomlokzata

A furtai katolikus templom, kora építészetének egyik remeke. Egyhajós, nyugati főhomlokzati középtornyos templom. Gazdagon tagolt provinciális barokk stílusban épült, de kialakításában és formaképzésében, copf stíluselemeket is tartalmaz. Formájában eltér az általánosan használatos vidéki templomoktól. A sík mennyezettel készült templomhajóhoz dúsan tagozott íves falkiképzéssel csatlakozik a jellegzetes barokk hagymasisakkal fedett toronytest, amelynek magassága a kereszt aljáig 33,1 méter. A félkör lezárású szentélyrész, visszaugró alaprajzzal készült, két oldalon toldalékszerűen csatlakozó alacsonyabb sekrestyével. Főbejáratát a hajó elé állított torony alsó részében helyezték el, így ezt az oldalt mint főhomlokzatot, hangsúlyosan alakították ki. Külső hossza 35,4 méter, szélessége 13 méter, mely két oldalon a szentélyhez illeszkedő sekrestyével és hittanteremmel 17,50 méterre szélesedik. A 18. század végén készült barokk stílusú márvány főoltár mellett, a Szentsír mellékoltár klasszicista stílusban a 19. század első felében épült. Az orgonát Kiszel István debreceni mester készítette 1877-ben.